# CM1 (South Park)
Pour les articles homonymes, voir CM1 (homonymie).
CM1 (4th Grade en version originale) est le onzième épisode de la quatrième saison de la série animée South Park, ainsi que le 59e épisode de l'émission.

## Synopsis
Les enfants passent en CM1. Mais Mme Crockelpaf, leur nouveau professeur, est très étrange. Ils commencent à regretter ce bon vieux Garrison... Cartman décide qu'ils doivent retourner en CE2 coûte que coûte.

## Série
Cet épisode met en place un nouveau générique qui sera utilisé par la suite.
Dans la version originale, la joute finale entre Cartman et Madame Crocklepaf diffère légèrement : Cartman dit à sa prof « Suck my ball », et cette dernière trouve la force de lui répondre « Present them! » grâce à l'entrainement de Garrison.
Dans la cave des étudiants, il y a un modèle réduit du vaisseau vu dans l'épisode Éthernopiens dans l'espace et un Marklor miniature.